# Valhuon
Valhuon é uma comuna francesa na região administrativa de Altos da França, no departamento de Pas-de-Calais. Estende-se por uma área de 9,17 km². Em 2010 a comuna tinha 581 habitantes (densidade: 63,4 hab./km²).